# 女攝政王珍珠
女攝政王珍珠（La Regente Pearl）重量16.85公克（84.25克拉），是世界第五大的天然珍珠。原鑲嵌在法國王冠上，後被拿破仑·波拿巴送給第二任妻子瑪麗·路易莎。曾於1887年出售。